# Suroth Sabelle Meldarath
Hoogvrouwe Suroth Sabelle Meldarath is in de boekenserie het Rad des Tijds, geschreven door Robert Jordan, een Seanchaanse hoogvrouwe. Ze is de bevelhebster van de Hailene, de Voorlopers, en een Duistervriend.
Suroth zeilde met het Seanchaanse leger mee naar Falme, waar ze de eerste nederlaag van het Eeuwig Zegevierende Leger meemaakte. Na de dood van hoogheer Turak hield ze de Seanchaanse vloot bijeen en veroverde ze de Zeevolkeilanden Aile Jafar en Aile Somara (Cantorin).
Spoedig daarna veroverde ze Tanchico, en heel het door burgeroorlogen verwoestte Tarabon. Ze zette na het tot rust brengen van het land haar succes door met de verovering van Amadicia en het zuiden van Altara, rond de stad Ebo Dar.
Na de aankomst van de Corenne, de Terugkeer en daarmee de komst van Tuon (de erfdochter van Seanchan) wordt Suroth veel macht uit handen gegeven. Na de verdwijning van Tuon en haar sul'dam stuurt ze op aanraadde van Semirhage Mellar en een leger eropuit de vrouw te vermoorden. Dit om zelf de keizerin te worden van het inmiddels in burgeroorlog verkerende Seanchan.
Tuon overleefd dankzij Mart Cauton de moordpoging, huwt hem, en zet Suroth af als hoovrouwe. Ze wordt als een da'covale - een persoonlijk bezit - aan de Doodswachtgarde verkocht.